# Vampyressa melissa
Vampyressa melissa е вид бозайник от семейство Phyllostomidae. Видът е световно застрашен, със статут Уязвим.

## Разпространение
Видът е разпространен в Южна Колумбия, Еквадор и Перу.